# Posebni rezervat prirode Koviljsko-petrovaradinski rit
Posebni rezervat prirode Koviljsko-petrovaradinski rit je posebni rezervat prirode u Vojvodini.
U naravi je ritska cjelina osebujne flore i faune. U njoj žive brojne rijetke i ugrožene vrste. Sastoji se od Koviljskog i Petrovaradinskog rita. 
U zaštitu autohtone bioraznolikosti uključeni su obližnji stanovnici. Ondje se osim očuvanja divljine, čuvaju genetski resursi agrobioraznolikosti (balkanski magarac, podolsko govedo, mangulica).
Rezervatom upravlja JP Vojvodinašume.